# Felipe Santos
Felipe Santos es un cantante y compositor originario de Bogotá, Colombia. En donde se popularizó con el tema «Olvidarte» en el que cantó junto al dúo Cali y El Dandee.

## Biografía
Felipe Santos es cantante, compositor y pianista dedicado al pop latino que se popularizó en verano de 2012 gracias al sencillo Olvidarte, en el que participaba el dúo musical Cali y El Dandee y que destacó en las listas de éxitos españolas.
Tras grabar varias demos y distribuirlas, Felipe Santos llamó la atención del sello Warner Music Group, con el que editó su primer sencillo y con el que saltó a la fama. Su estilo resulta de la fusión de elementos pop con ritmos derivados de la música latina, líneas de sintetizador y letras que abarcaban los problemas personales que surgen habitualmente en las relaciones de parejas.

## Carrera
Tras el éxito de Olvidarte con más de 90 millones de visitas en YouTube , Santos inició su gira promocional por España y comenzó a grabar su primer álbum de estudio, titulado No Queda Nada y que se presentó a través de un EP con algunos de sus sencillos más populares en donde 
aseguró en varias entrevistas que se había inspirado en músicos como Carlos Baute, Carlos Vives y Juan Luis Guerra.

## Discografía
EP
- 2014: No queda nada

Sencillos
- 2013: «Olvidarte» (con Cali y El Dandee)
- 2013: «Olvidarte (Acústico)»
- 2013: «Te vuelvo a ver»
- 2013: «Vete»
- 2015:  «No me dejes así» (con Cali y El Dandee)
- 2018: «Éramos Tú y yo» (con Eva Ruiz)